# プレウロタリス属

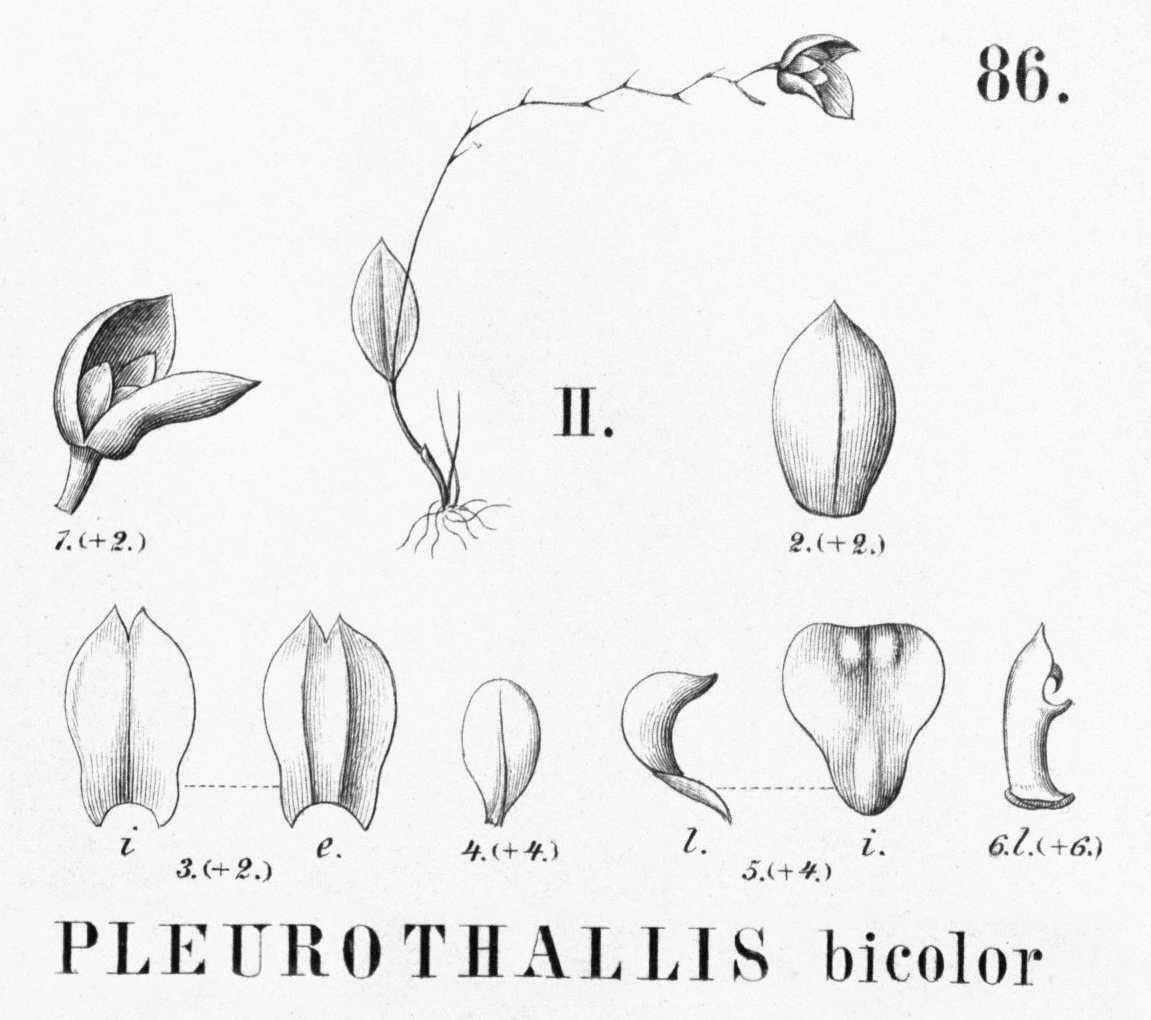
図版・全体図と花の部分図
Pleurothallis quadridentata

プレウロタリス属 Pleurothallis R. Br. はラン科植物の1属。熱帯アメリカにきわめて多くの種がある。花は地味なものが多いが、その形態は非常に多様。

## 特徴
多くは着生植物になる草本。典型的なものは、地下茎があり、そこから伸びる地上茎の先端に葉を一枚着ける。この茎には筒状の鞘がある。地上茎が仮軸状に分枝するものもあり、その場合、1つの茎に複数の葉が付いてるように見えることもある。葉は革質で無毛、縁は滑らかで先端には小さなくぼみとその間に小さな中央突起がある。
花は茎の先端から出る花序に、束生、あるいは総状につく。花序の基部には複数の苞があり、また花柄と子房の間に関節を持つ。葉が卵心形になり、その基部に花が咲く形もあり、その場合、花が葉の上に乗っているように見える。
花は萼片が目立つ。側萼片が互いに融合するものが多く、その場合、背萼片と側萼片が花の上下を挟むような形になる。ただし側萼片が完全に離れている例もある。花弁は全て萼片より小さい。側花弁は萼より小さくて薄く、唇弁も小さい。蕊柱は棒状だが脚部が伸びて目立つ花粉塊は2個でロウ質、柄はない。花は小さくて地味なものが多く、ほとんどはその大きさが1cm以下である。唇弁と蕊柱の脚部の間に節があり、この部分で揺れ動くものもあるが、しっかり癒合しているものもある。
学名はpleuron が「肋骨」、thallos が「枝」を意味し、この属のものの多くが地下茎から束になって出る茎の先に葉を着けることからの命名とのこと。

## 分布と生育環境
フロリダ半島以南の北アメリカから熱帯アメリカにかけて分布する。山地に多く、特に雲霧林には種類が多い。樹上に着生するか岩上に生育し、ごく一部は地上生。

## 分類
本属に近縁なものとしては例えば Octomeria、レストレピア属 Restorepia、Restorepiella などがあり、また栽培種の多いマスデバリアも近縁とされる。
種数は非常に多く、1000種とも1100とも言われ、これはマメヅタラン属と並んでラン科最大の種数を誇る。さらには属としては植物界全体でも最大の1つとも言われる。分類的にはまとまりのよい群ではなく、いくつかの亜属に分けられるが諸説あり、それらが単系統をなすかどうかには議論がある。

## 利用
洋ランとして栽培されるものがある。ただし花が小さく地味なものが多く、園芸的利用は多くない。特に普及しているものや広く知られた名の通っているものはない。そのためか洋ランとしての略称も設定されていない。形が面白いものは多いが、普遍的に美麗とされるようなものもない。

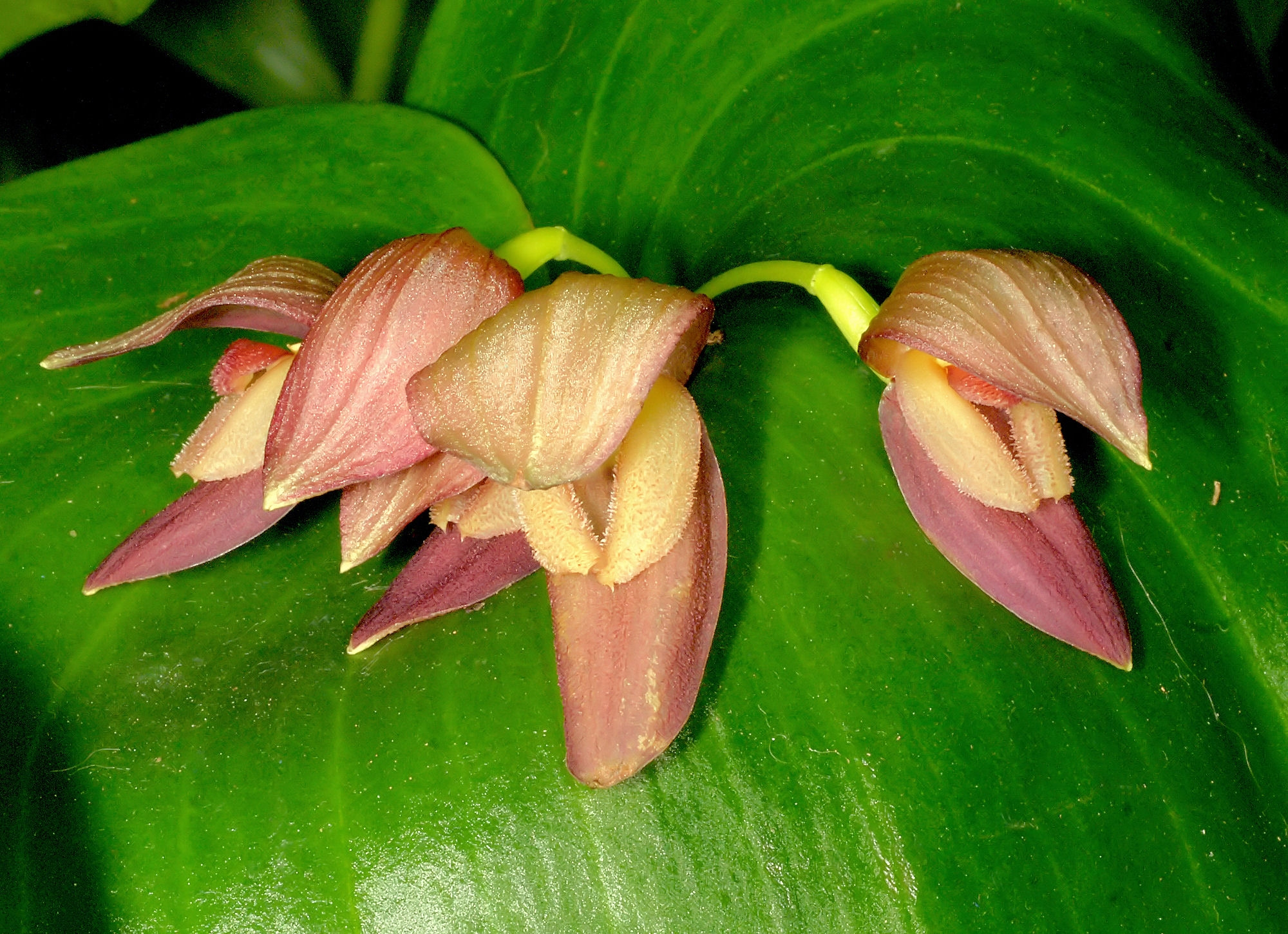
花を束生する例 P. marthae
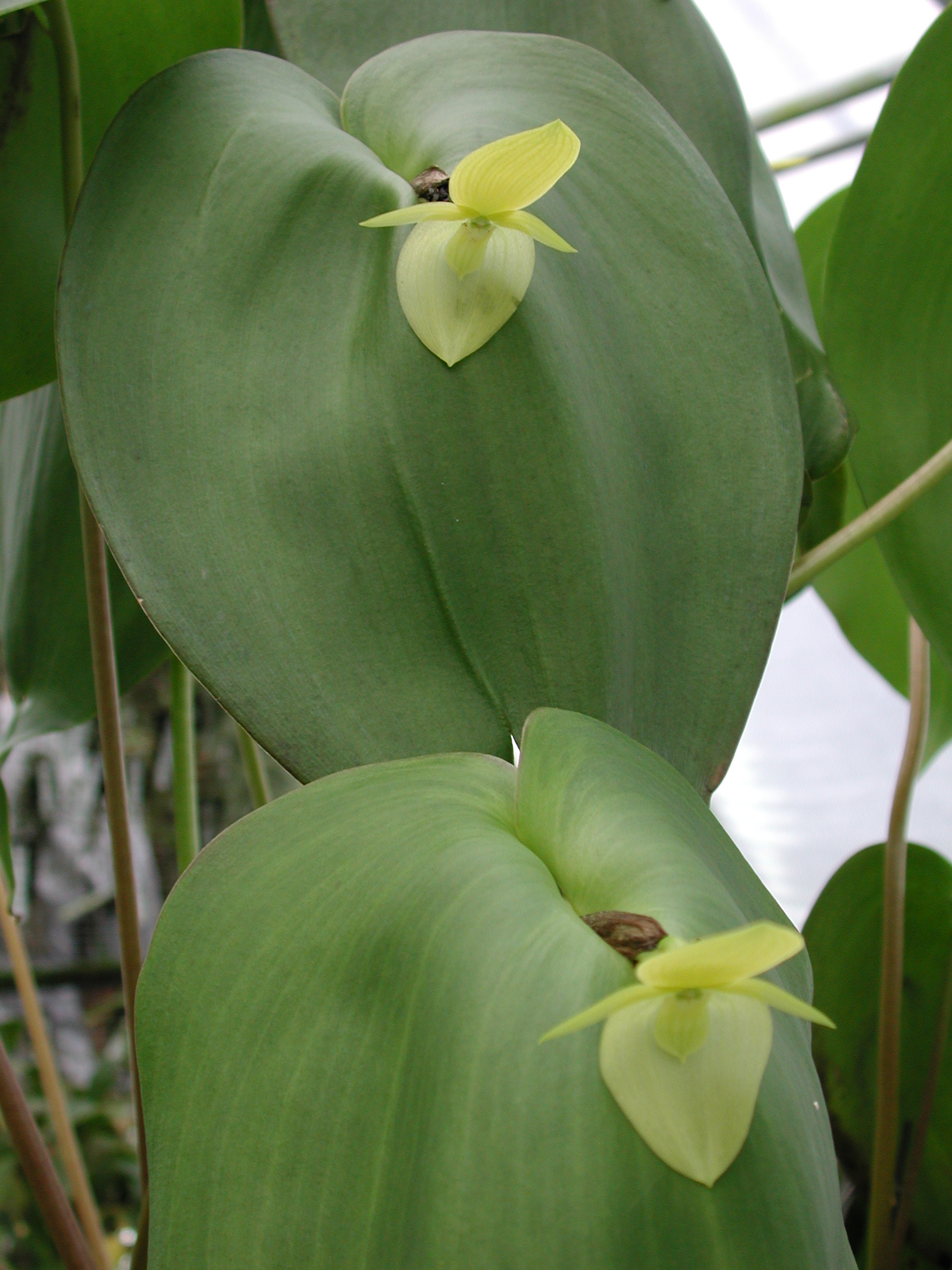
花が葉の上に乗っている形の例 P. titan
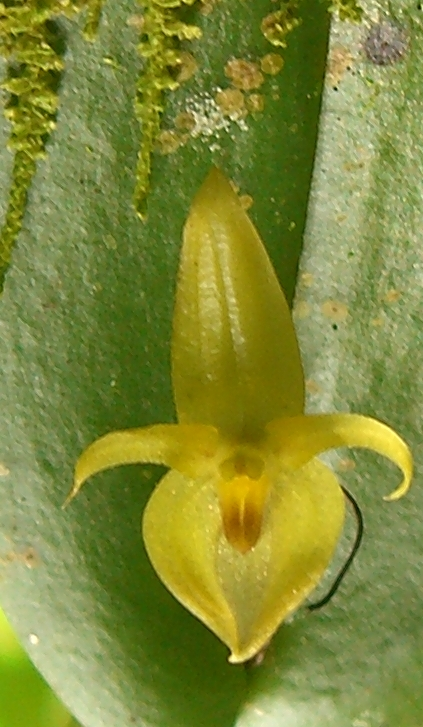
側萼片が完全に癒合した例 P. phyllocardioides
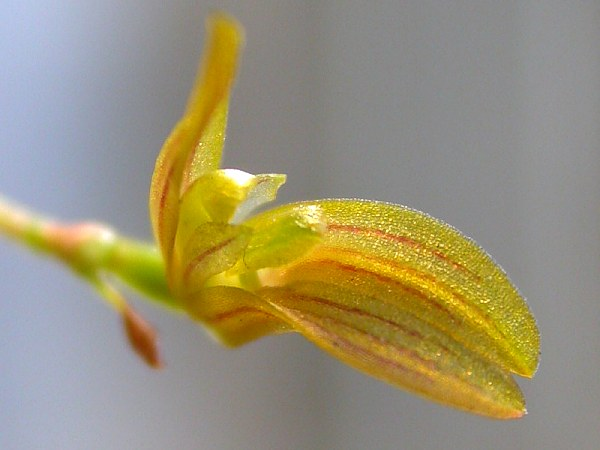
側萼片が先端で分かれている例 P. mantiquyranum
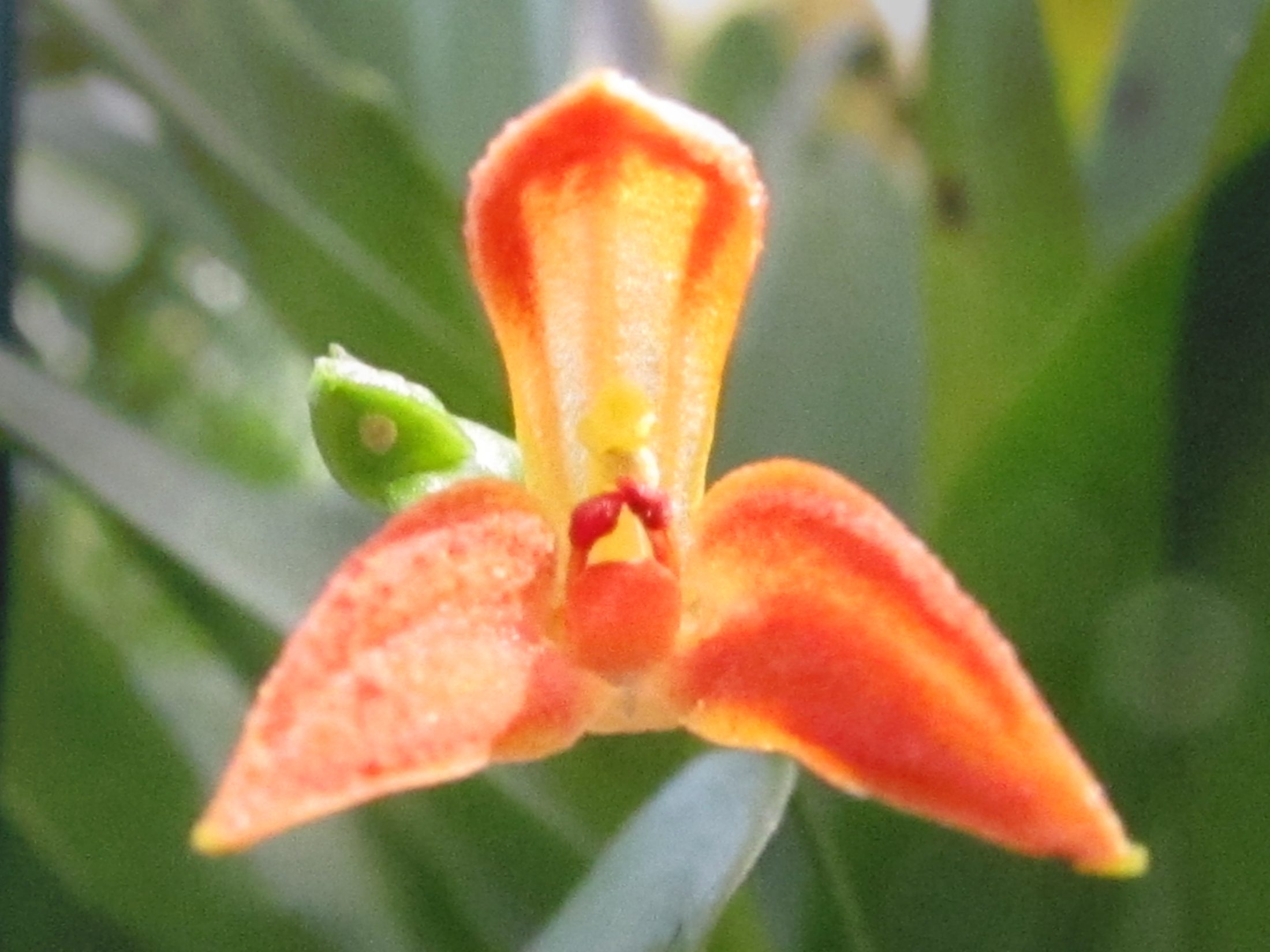
側萼片が基部まで分かれている例 P. lehmanniana
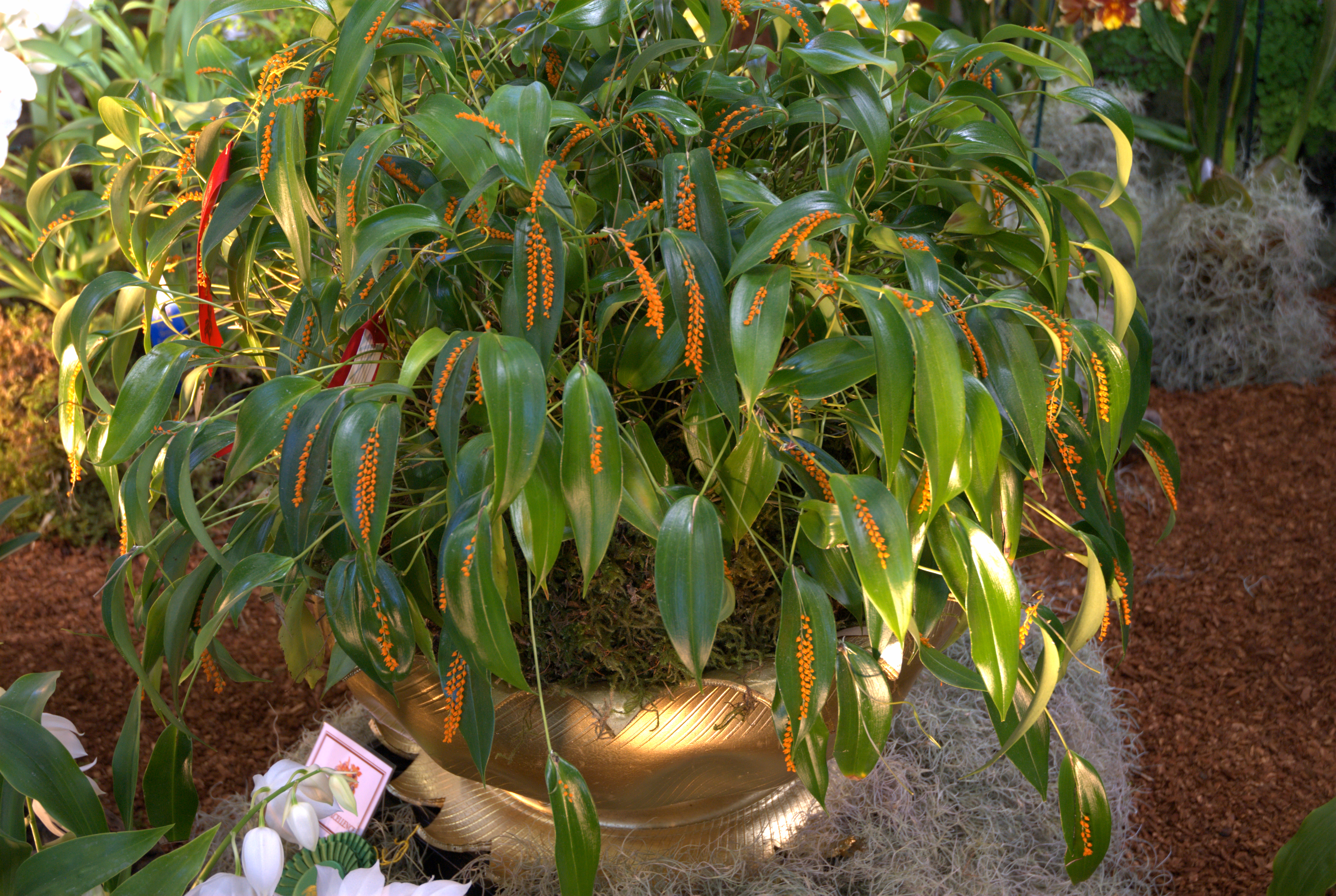
ラン展示会に飾られたもの P. truncata